# Gmina Wiązowna
Die Gmina Wiązowna ist eine Landgemeinde im Powiat Otwocki der Woiwodschaft Masowien in Polen. Sie hat aktuell etwa 15.800 Einwohner. Ihr Sitz ist das gleichnamige Dorf mit 2.386 Einwohnern (31. Dezember 2021).

## Geographie

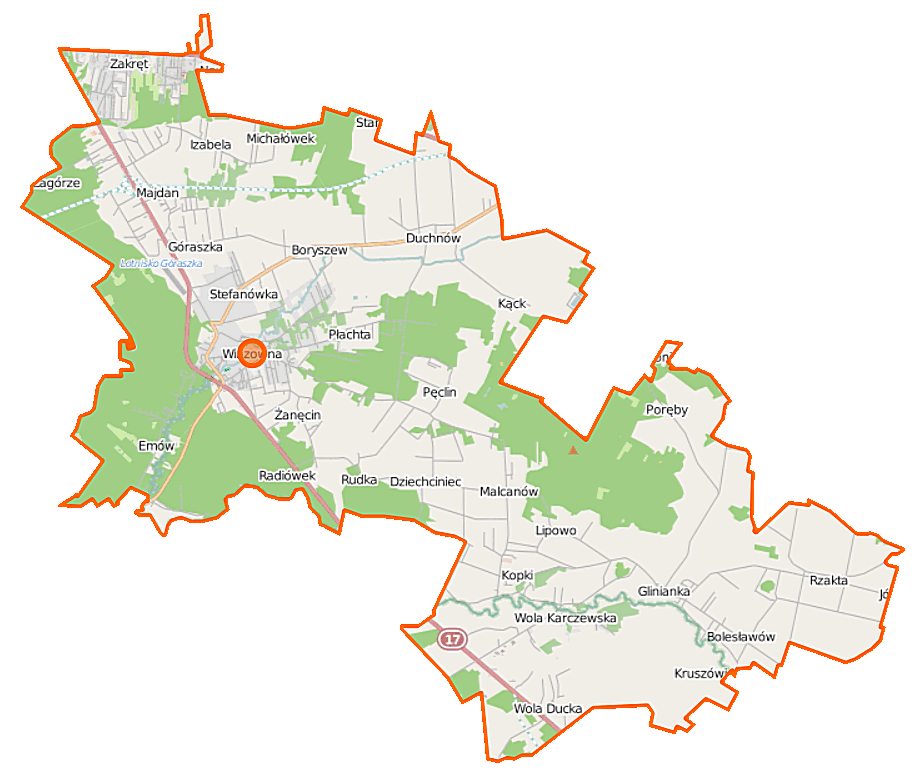
Karte der Gemeinde

Die Gemeinde liegt zentral in der Woiwodschaft. Sie grenzt im Westen an Warschau, im Südwesten an die Städte Józefów und Otwock. Die Gemeinde hat eine Fläche von 102,1 km², von der 57 Prozent land- und 30 Prozent forstwirtschaftlich genutzt werden. Ihr Gebiet ist mit mehr als 150 Einwohnern/km² dichter besiedelt als andere Landgemeinden der Woiwodschaft. Zu den Gewässern gehören der Świder und die Mienia. Eine Erhebung ist die Góra Sobotów mit 120 m n.p.m. im Westen von Wiązowna.

## Geschichte
Die Landgemeinde kam 1952 vom Warschauer Powiat zum „kurstädtischen“ Powiat miejsko-uzdrowiskowy Otwock. Otwock wurde 1958 kreisfrei. Die Landgemeinde wurde 1954 in Gromadas aufgelöst und zum 1. Januar 1973 aus Gromadas wiedererrichtet. Von 1975 bis 1998 gehörte die Gemeinde zur Woiwodschaft Warschau kleinen Zuschnitts. Der Powiat war in dieser Zeit aufgelöst. Die Landgemeinde kam 1999 an den Powiat Otwocki der Woiwodschaft Masowien. Wójt ist seit 2014 Janusz Witold Budny. Er folgte auf Anna Bętkowska (2010–2014). Bei den Kommunalwahlen im April 2024 wurde Budny mit 78,86 Prozent der Stimmen wiedergewählt. Im Speckgürtel der Hauptstadt Warschau liegend, ist die Zahl der Einwohner der Gemeinde stark steigend.

## Gliederung
Zur Landgemeinde (gmina wiejska) Wiązowna gehören 24 größere Dörfer mit 26 Schulzenämtern (sołectwa), hinzu kommen vier Osiedla mit Siedlungsräten (Einwohnerzahlen vom 31. Dezember 2021):
Wiązowna Gminna & W. Kościelna (2386)
Bolesławów (87)
Boryszew (232)
Czarnówka (290)
Duchnów (788)
Dziechciniec (502)
Glinianka I & II (1052)
Góraszka (546)
Izabela (335)
Kąck (306)
Kopki (197)
Kruszówiec (81)
Lipowo (376)
Majdan (802)
Malcanów (566)
Michałówek (144)
Pęclin (503)
Poręby (74)
Rzakta (497)
Stefanówka (324)
Wola Ducka (479)
Wola Karczewska (337)
Zagórze (36)
Zakręt (1158)
Żanęcin (327)
Osiedla:
Emów (330)
Osiedle Parkowe (148)
Osiedle Radiówek (204)
Rudka (52)

## Verkehr
Die Schnellstraße S17 (Europastraße 372/Landesstraße DK17) verläuft durch den Westen der Landgemeinde. In Wiązowna zweigt die Woiwodschaftsstraße DW721 in die Kreisstadt Otwock ab. Sie beginnt im Dorf Duchnów.
Die nächsten Bahnstationen sind Warszawa Falenica und Otwock an der Bahnstrecke Warszawa Wschodnia–Dorohusk. Daneben bestehen die Haltepunkte Józefów und Michalin an derselben Strecke.
Der nächste internationale Flughafen ist Warschau. Der Verkehrslandeplatz Lądowisko Góraszka (ICAO-Code: EPGO) auf Gemeindegebiet hat eine 850 Meter lange und 30 Meter breite Graslandebahn.